# سولينيا (آن)
سولينيا (بالفرنسية: Sulignat)‏ هي بلدية فرنسية تقع في إقليم الآن في فرنسا. رمز إنسي لها هو:1412. أما الرمز البريدي لها فهو: 1400.